# Cranichis lehmanniana
Cranichis lehmanniana là một loài thực vật có hoa trong họ Lan. Loài này được (Kraenzl.) L.O.Williams mô tả khoa học đầu tiên năm 1938.